# Amazônia peruana

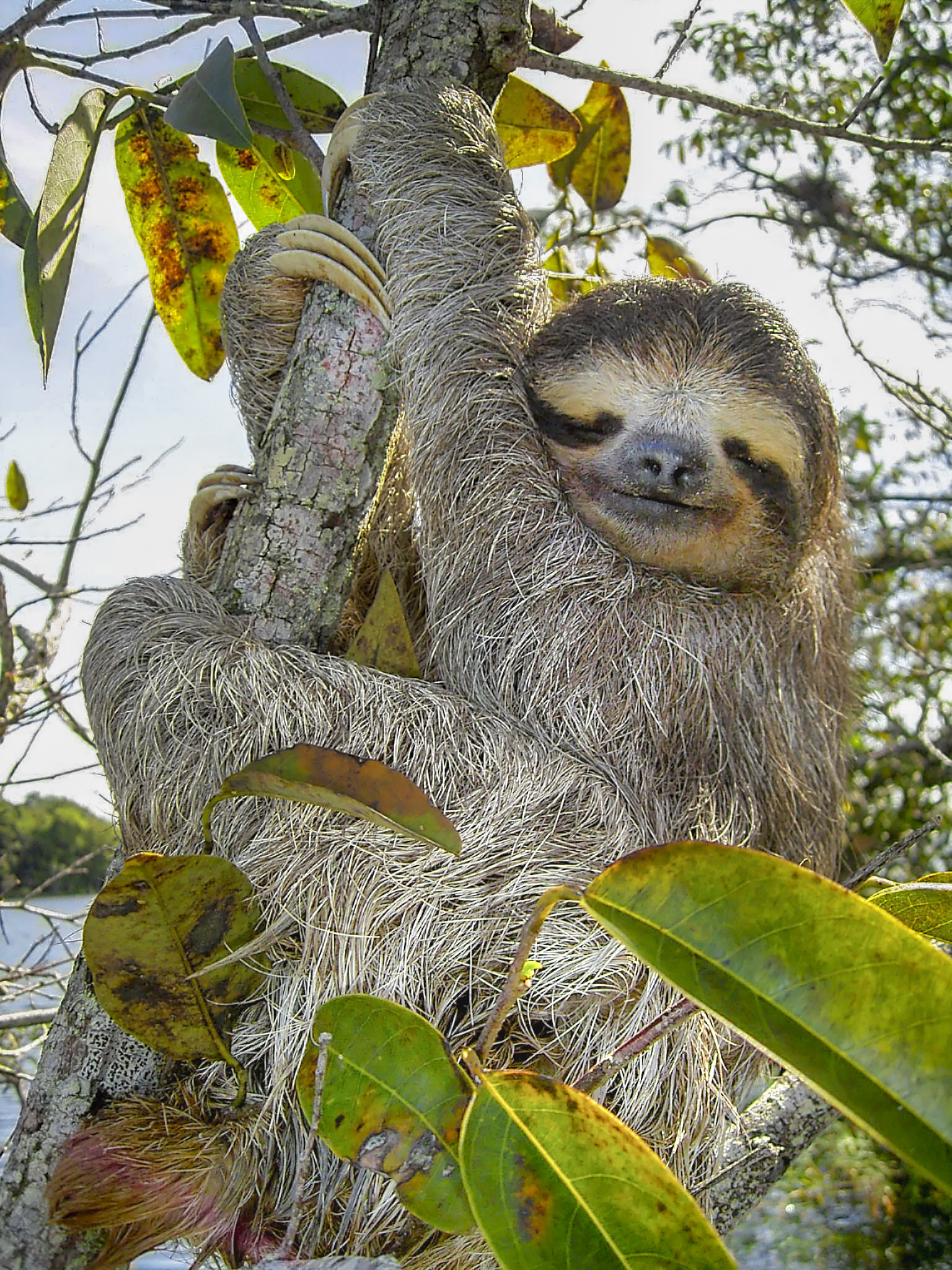
O bicho preguiça ou pelejo é um dos mamíferos mais lentos do mundo. É um dos animais mais representativos da fauna da Amazônia peruana.

A Amazônia peruana é a parte da Amazônia que se circunscreve dentro do território do Peru, compreendendo uma área de 782,880.55 km², ao oriente da Cordilheira dos Andes, na América do Sul. É a zona com menor população humana. A Amazônia peruana é uma das áreas com maior biodiversidade e endemismos do planeta devido, entre outros fatores, a variedade de biorregionalismo e pisos ecológicos. Na Amazônia peruana é possível identificar duas regiões naturais: selva alta e a selva baixa.

## Extensão
A maior parte do território peruano está coberto por florestas amazônicas, cobrindo mais de 60% do país; sendo assim um país andino-amazônico e a segunda região com maior extensão de floresta amazônica, logo atrás o Brasil, com área de 782,880.55 km² (70 milhões de hectares).
Segundo o Instituto de Investigações da Amazônia Peruana (IIAP) e utilizando distintos critérios, a delimitação espacial da Amazônia peruana é a seguinte:
- Critério Ecológico: 782,880.55 km² (60,91% do território peruano e aproximadamente 13,05% da Amazônia Continental).
- Critério Hidrográfico ou da Bacia: 967.922,47 km² (75.31% da área total do país e aproximadamente 16,13% da Amazônia Continental).

## Eco-regiões e clima

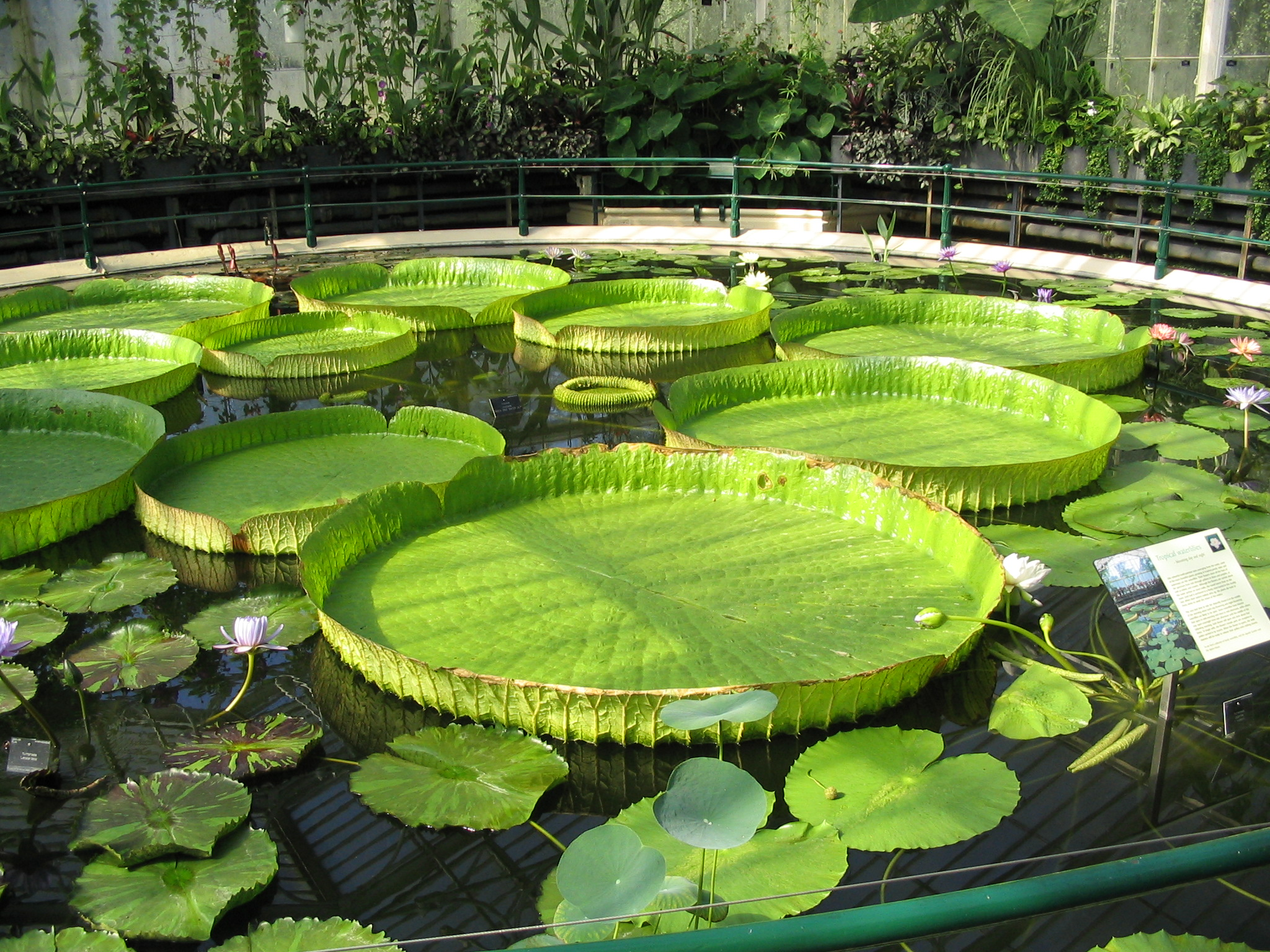
A Vitória-régia se encontra em abundancia nos rios da selva baixa.

A Amazônia peruana se divide tradicionalmente em duas eco-regiões bem diferenciadas:
- A Selva Baixa, conhecida também com o nome de região Omagua, walla, anti, bosque tropical amazônico ou bacia amazônica. Esta eco-região é a mais extensa do Peru, alcançando entre 80 e 400 mts. De clima muito quente, sua temperatura media é de 28 °C, com alta umidade relativa (superior a 75%) e grande quantidade de precipitações pluviais. Seus solos são muito heterogêneos, mas quase todos são de origem fluvial e, devido às altas temperaturas e altas precipitações, possuem poucos nutrientes. Destaca-se a presença de rios grandes e caudalosos, como o Rio Amazonas, Ucayali, Marañón, Putumayo, Javari, Napo, Tigre e Pastaza.

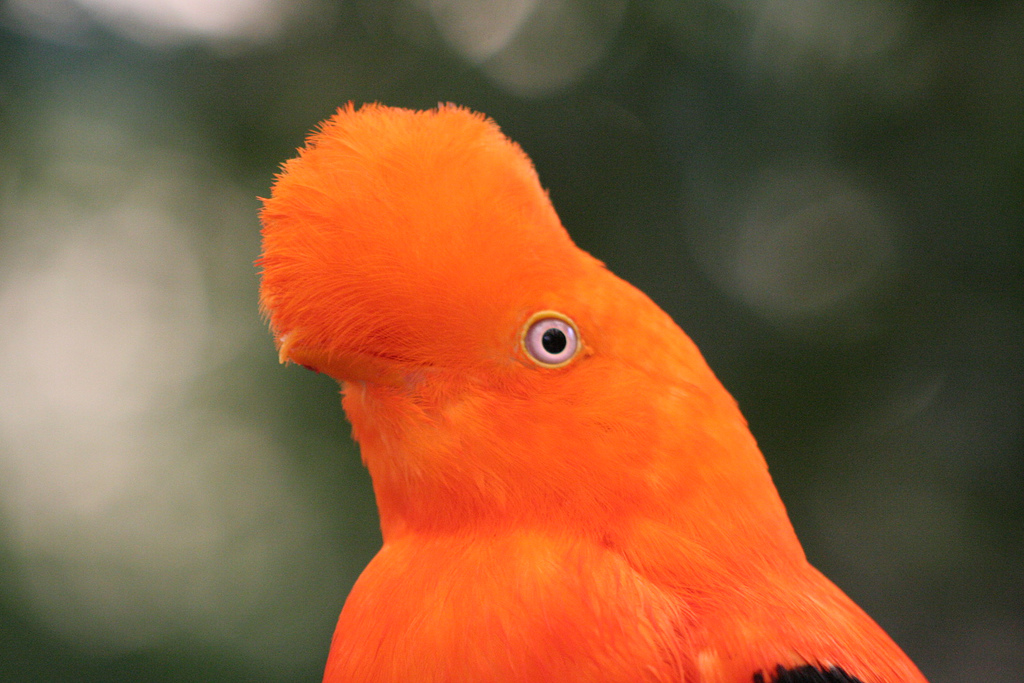
O Galo-da-serra ou "tunki" é uma das aves representativas dentro da grande variedade de aves do Peru.

- A Selva Alta, também chamada Rupa-Rupa, seja de selva, seja de montanha, ou bosques extensos de altura. Esta eco-região se estende nos sopés orientais da Cordilheira dos Andes, entre os 400 e 1000 mts. Suas temperaturas são quentes nas partes baixas e frias nas partes de maior altura. A fauna é de origem amazônica com muitos endemismos (seres vivos que só habitam neste lugar e em nehum outro do mundo), devido ao fator isolamento, ocasionada pela topografia acidentada dessa zona.

## Biodiversidade

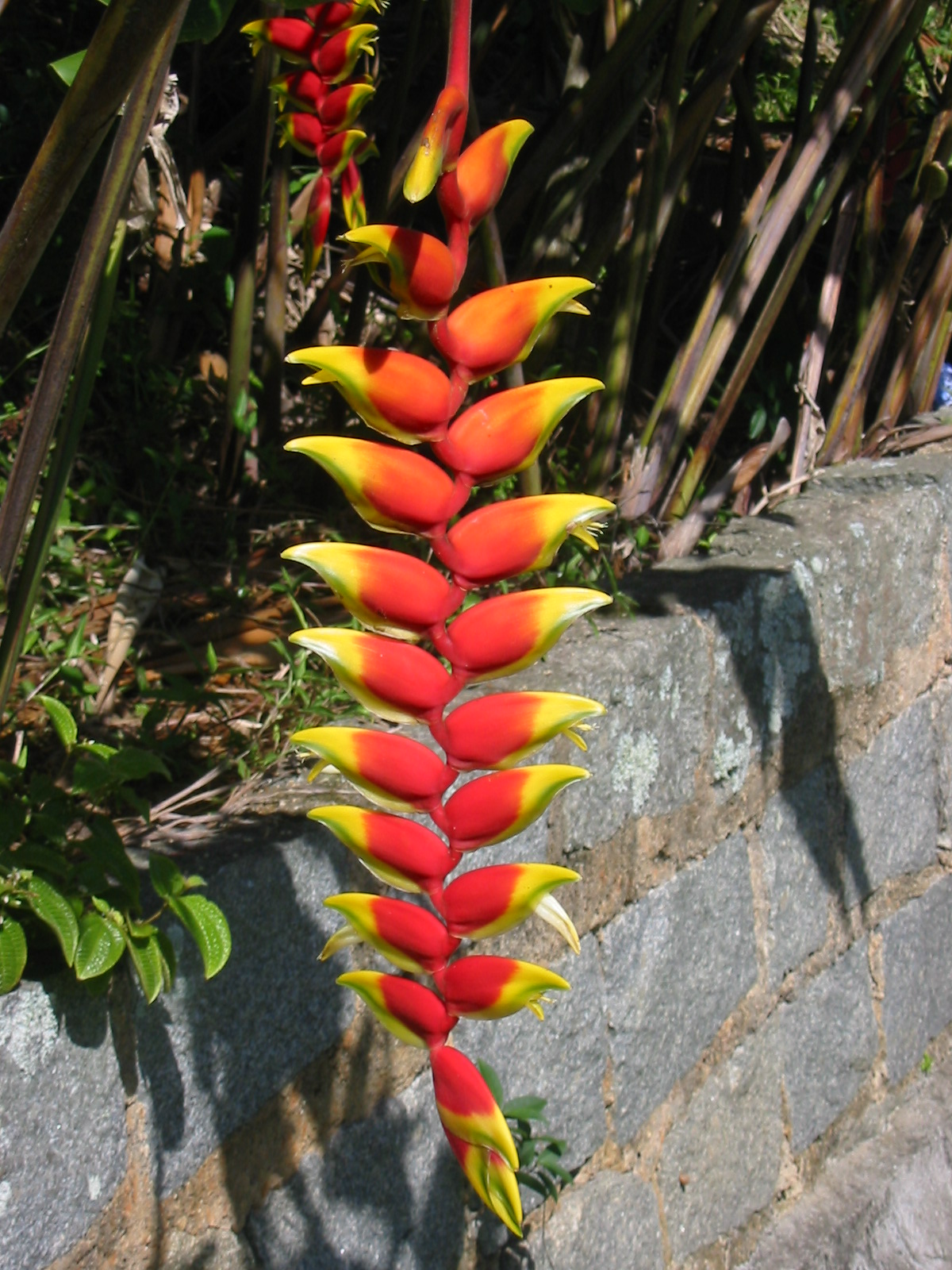
Helicônia.

A selva amazônica do Peru possui uma imensa diversidade biológica, tão grande que estima-se que a maior parte das espécies ainda está por ser descoberta ou estudada adequadamente; é a segunda região logo atrás da Colômbia em quantidade de espécies de aves no mundo com 44%; e a terceira em quantidade de mamíferos com 63% habitando na Amazônia peruana.
| Grupo taxonômico                                    | Espécies registradas no Mundo | Espécies registradas no Peru | Espécies registradas na Amazonía peruana | % Peru Vs. Mundo | % Amazônia peruana Vs. Peru |
| --------------------------------------------------- | ----------------------------- | ---------------------------- | ---------------------------------------- | ---------------- | --------------------------- |
| Anfibios                                            | 5 125                         | 403                          | 262                                      | 8                | 65                          |
| Aves                                                | 9 672                         | 1 878                        | 806                                      | 19               | 44                          |
| Fanerógamas o plantas superiores (plantas com flor) | 250 000                       | 17 144                       | 7 372                                    | 7                | 43                          |
| Samambaia (Pteridophyta)                            | 10 000                        | 1 000                        | 700                                      | 10               | 70                          |
| Mamíferos                                           | 4 629                         | 462                          | 293                                      | 10               | 63                          |
| Lepidoptera (mariposas diurnas)                     | 16 000                        | 3 366                        | 2 500                                    | 21               | 74                          |
| Peixes continentais                                 | 8 411                         | 900                          | 697                                      | 11               | 77                          |
| Reptéis                                             | 7 855                         | 395                          | 180                                      | 5                | 46                          |

Esta tabela foi elaborada por Edwin Jesús Villacorta Monzón, com informação obtida de diversas fontes (anos 1997, 2001 e 2006) e citado no Plano de Negócios do SIAMAZONIA e no Site de Web do autor "Mi Selva".

## Hidrografia
Os rios da Amazônia pertencem a Bacia do Atlântico, curso Oeste-Leste. E semelhante ao rio Amazonas brasileiro, a região da Amazônia peruana possui muitas cachoeiras, sendo um atrativo turístico ,onde se destaca: o bosque nublado, a Fortaleza de Kuélap e, a Catarata de Gocta.

## Demografia
Apesar de ser a região mais extensa do Peru, a Amazônia peruana é também a região menos povoada. É lugar de aproximadamente 11% da população do país, sendo a cidade de Iquitos a principal metrópole. Assim mesmo, na selva habita um grande número de comunidades indígenas, alguns em total estado de isolamento. As principais cidades assentadas na região amazônica do país são:
- Na selva baixa:
  - Iquitos com 500.000 habitantes e 104 msnm, no Departamento de Loreto.
  - Pucallpa com 180.000 habitantes e 154 msnm, no Departamento de Ucayali.
  - Yurimaguas com 64.000 habitantes e 182 msnm, no Departamento de Loreto.
  - Puerto Maldonado com 40.000 habitantes r 139 msnm, no Departamento de Madre de Dios.
  - Nauta com 35.914 habitantes r 111 msnm, no Departamento de Loreto.
- Na selva alta:
  - Tarapoto com 181.000 habitantes e 350 msnm, no Departamento de San Martín.
  - Jaén com 68.743 habitantes e 729 msnm, no Departamento de Cajamarca.
  - Moyobamba con 55.000 habitantes e 860 msnm, no Departamento de San Martín.
  - Juanjui con 50.000 habitantes a 400 msnm, no Departamento de San Martín.
  - Rioja a 848 msnm, no Departamento de San Martín.

## Áreas naturais protegidas na Amazônia peruana
O Estado peruano, através do Instituto de Recursos Naturais (INRENA) tem declarado diferentes áreas da Amazônía como zonas de proteção, por suas diferentes características geográficas e sua flora e fauna representativas. Todas estas áreas formam parte do Sistema Nacional de Áreas Protegidas pelo Estado.
Algumas destas áreas naturais protegidas são:
- Parque Nacional do Rio Abiseo, Juanjui, região San Martin .
- Reserva Nacional Pacaya Samiria, região Loreto.
- Reserva Nacional Allpahuayo Mishana, região Loreto.
- Parque Nacional de Manú, Reserva Nacional Tambopata Candamo, Parque Nacional Bahuaja Sonene, Reserva Comunal Amarakaeri, região Madre de Dios.